# Categoría Primera A 1948
Die Categoría Primera A 1948 war die erste Austragung der kolumbianischen Fußballmeisterschaft. Es nahmen zehn Mannschaften aus verschiedenen Regionen des Landes teil. Erster Meister wurde der Verein Independiente Santa Fe aus der Hauptstadt Bogotá vor Junior aus Barranquilla. Erster Torschützenkönig wurde der Argentinier Alfredo Castillo von Millonarios mit 31 Toren.
Das erste Spiel fand am 15. August 1948 zwischen Atlético Municipal, heute bekannt als Atletico Nacional, und Universidad, der Mannschaft der Universidad Nacional de Colombia, in Itagüí statt. Municipal gewann 2:0. Das erste Tor schoss Rafael Serna.

## Teilnehmer
Die folgenden Vereine nahmen an der Spielzeit 1948 teil.
| Mannschaft | Stadt        | Departamento    |
| --- | ------------ | --------------- |
| América de Cali | Cali         | Valle del Cauca |
| Atlético Municipal | Medellín     | Antioquia       |
| Deportes Caldas 1 | Manizales    | Caldas          |
| Deportivo Cali | Cali         | Valle del Cauca |
| Independiente Medellín | Medellín     | Antioquia       |
| Independiente Santa Fe | Bogotá       | Bogotá          |
| Junior | Barranquilla | Atlántico       |
| Millonarios | Bogotá       | Bogotá          |
| Once Deportivo 1 | Manizales    | Caldas          |
| Universidad | Pereira 2    | Caldas 3        |
| 1 Deportes Caldas und Once Deportivo sind Vorgängervereine von Once Caldas. 2 Universidad wurde in Bogotá gegründet, spielte seine Heimspiele aber in Pereira. 3 Risaralda wurde erst 1966 gegründet. |              |                 |

## Tabelle
| Pl. | Verein                 | Sp. | S  | U | N  | Tore    | Diff. | Punkte |
| --- | ---------------------- | --- | -- | - | -- | ------- | ----- | ------ |
| 1.  | Santa Fe               | 18  | 12 | 3 | 3  | 057:290 | +28   | 27:90  |
| 2.  | Junior                 | 18  | 11 | 1 | 6  | 048:350 | +13   | 23:13  |
| 3.  | Deportes Caldas        | 18  | 8  | 4 | 6  | 045:400 | +5    | 20:16  |
| 4.  | Millonarios            | 18  | 9  | 1 | 8  | 058:450 | +13   | 19:17  |
| 5.  | América de Cali        | 18  | 8  | 2 | 8  | 040:310 | +9    | 18:18  |
| 6.  | Atlético Municipal     | 18  | 7  | 4 | 7  | 029:360 | −7    | 18:18  |
| 7.  | Independiente Medellín | 18  | 7  | 3 | 8  | 037:490 | −12   | 17:19  |
| 8.  | Deportivo Cali         | 18  | 6  | 4 | 8  | 035:410 | −6    | 16:20  |
| 9.  | Once Deportivo         | 18  | 5  | 4 | 9  | 032:500 | −18   | 14:22  |
| 10. | Universidad            | 18  | 3  | 2 | 13 | 028:530 | −25   | 08:28  |

## Torschützenliste
Bei gleicher Anzahl von Treffern sind die Spieler alphabetisch geordnet.
| Pl. | Spieler                 | Mannschaft     | Tore |
| --- | ----------------------- | -------------- | ---- |
| 1.  | Alfredo Castillo        | Millonarios    | 31   |
| 2.  | Jesús María Lires López | Santa Fe       | 20   |
| 3.  | Germán Antón            | Santa Fe       | 18   |
| 3.  | Hernan Gallo            | Deportivo Cali | 18   |